# Kirurg
Kirurg je specijalist medicine za kirurgiju, medicinsku granu koja koristi ručne i instrumentalne operativne tehnike s ciljem istraživanja i tretiranja patoliških stanja poput bolesti ili ozljeda. Kirurzi mogu biti i liječnici, stomatolozi i veterinari.